# 水郷大江夏まつり灯ろう流し花火大会
水郷大江夏まつり灯ろう流し花火大会（すいごうおおえなつまつりとうろうながしはなびたいかい）は、山形県西村山郡大江町で毎年8月中旬に開催されている花火大会である。

## 概要
1922年より開催されている山形県内では初めてとなる花火大会である。雨天決行だが荒天時は中止となる。毎年"光と音と水の饗宴"をテーマに開催している。
最上川河畔3ヶ所から20号玉、スターマインなど4000発の花火が打ち上げられる。
花火が打ち上げられる他、会場を流れる最上川（旧最上橋付近）には灯篭が置かれ、灯篭流しも行われる。1919年より地元の人が身内の水難者の霊をなぐさめようとお盆の時期に灯篭を流したのが始まりである。会場の左沢地区はかつて最上川舟運におい中継地点であり、舟の道であるとともに、魚とり、水泳ぎの場所でもあったため、舟や水難の事故も過去に起きていた。灯篭の数は1000個。
2020年は新型コロナウイルス感染症の流行により戦後初となる開催中止。この年の7月には令和2年7月豪雨の影響による最上川の氾濫で大江町は浸水被害を受けており、新型コロナウイルスの収束と豪雨復興の願いを込め、8月23日の夜に楯山公園から270発の花火がサプライズで打ち上げられた。
2022年8月15日、初開催から100周年を迎えた年に3年ぶりに有観客で開催。この年の8月3日の大雨の影響で最上川が氾濫し開催地周辺の川沿いが浸水被害に遭い開催が危ぶまれたが、協議の末開催された。

## 駐車場
約2000台（左沢区内８箇所合計、一部駐車場利用協力金有り（1台500円））
当日、離れた駐車場からは無料シャトルバス運行が運行している。

## 会場アクセス
- 電車
  - JR左沢線・左沢駅より徒歩5分[2]
- 自動車
  - 山形自動車道寒河江ICから15分[2]
  - 山形市内から車で20分[10]
- 徒歩
  - 大江町役場から5分[10]